# Fensterln

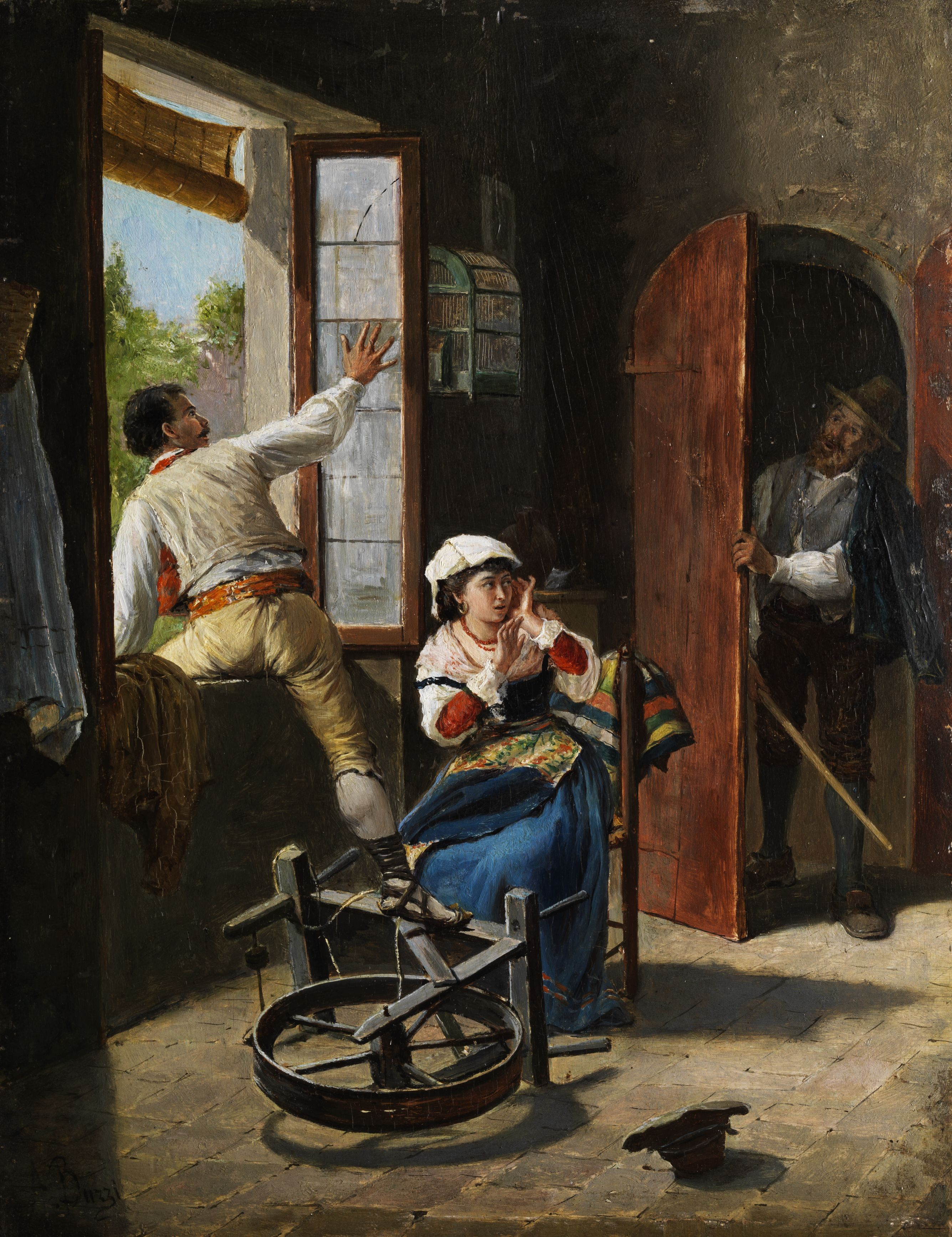
Der fliehende Liebhaber, Genrebild von A. Buzzi

Das Fensterln ist eine inzwischen fast bedeutungslos gewordene Art der Brautwerbung, die historisch zumeist im süddeutschen Raum (einschließlich im Westen Österreichs) verbreitet war. Dabei machte der Mann des Nachts heimlich der Geliebten seine Aufwartung, indem er mit Hilfe einer Leiter zum betreffenden Fenster kletterte.

## Herkunft und Varianten
Seinen Ursprung hat die Tradition im Gasslgehen, bei dem junge Männer vor dem Fenster der „Angebeteten“ einstudierte, standardisierte Sprüche aufsagten, die mit tradierter Gegenrede beantwortet wurden und positive oder negative Einstellung zum Gesuch vermittelten. Zu einem Einlass ins Zimmer der jungen Frau kam es historisch weder beim Gasslgehen noch beim Fensterln, schon deshalb, weil sich die Töchter einer Familie in aller Regel ein Schlafzimmer teilten. Das tatsächliche Eindringen in das Schlafzimmer galt teils als „leichtfertiges Einsteigen“ und wurde gerichtlich geahndet. Obwohl auch die Aufnahme sexueller Beziehungen unter bereits bekannten, aber nicht verheirateten Personen ebenfalls manchmal als „Fensterln“ bezeichnet wurde.
Nützlich und sogar brauchtümlich geduldet war dies aufgrund der früher oft herrschenden strengen dörflichen Sitten und elterlichen Verbote, die tagsüber und in der Öffentlichkeit Liebesleuten eingehende Unterhaltungen und gar intimere wechselseitige Aktivitäten verboten. Da heutzutage junge unverheiratete Menschen sich unbefangen in der Öffentlichkeit zeigen können und oft auch schon nicht mehr bei den Eltern wohnen, wird das Fensterln in der Gegenwart nur noch selten und dann auch eher aus Spaß betrieben.
Andere lokale Bezeichnungen sind:
- bettfreien (Egerland)
- kammerfensterln (Altbayern, Österreich)
- fügen (Bregenz)
- gasselgehen, gasseln, menschern, prenteln (Kärnten)
- fechen, auf Karess gehen, Kiltgang (Bern)
- z’Hengert gehen (Kanton Graubünden, Schweiz)
- ans Lehmloch gehen (Rheinland)
- Schlutgehen (Kölner Bucht und angrenzende Gebiete)[3]
- Hingelte (Werragegend)
- (Nacht-)Freierei (Norddeutschland)
- korteln (Friesland)

Das Fensterln ist eine besondere Variante einer Kommnacht, d. h. des Brauches, dass ein Liebhaber unter Überwindung möglichst gefahrvoller Wege in die Kammer seiner Angebeteten gelangen musste, um ihr so seine Liebe zu beweisen. Andere Bezeichnungen hierfür sind: Bettelnacht (Böhmen), Frejot (Lausitz), Hengertnacht (Graubünden, Schweiz), Probenacht (Egerland) und Pumperlesnacht (Bayern).

## Legale Aspekte
In nördlicheren Regionen kann Fensterln inzwischen als Hausfriedensbruch gezählt werden: Das Amtsgericht Frankfurt am Main urteilte, dass Fensterln in Hessen nicht als kulturelles Erbe, sondern schlichtweg als Hausfriedensbruch betrachtet wird.

## Diskussion um Fensterln-Wettbewerb an der Universität Passau 2015
Für Empörung sorgte 2015 ein abgesagter Fensterln-Wettbewerb beim Sportfest an der Universität Passau. Die Gleichstellungsbeauftragte beanstandete den Ausschluss von Frauen von der Teilnahme, um den Brauch des Fensterlns an sich sei es nie gegangen.

„Ich war mit den Modalitäten nicht einverstanden. Der Fensterlkönig wurde als universitäre Veranstaltung angekündigt, zu der keine Frauen zugelassen waren. Und das kollidiert mit dem Leitbild der Universität. Ich habe dann bei den Organisatoren angerufen, um gemeinsam eine Lösung zu finden. Und meines Erachtens haben wir uns darauf geeinigt, dass auch Frauen fensterln dürfen. Es ging also um die Öffnung des Angebots“

Nach ihrer Kritik brach über sie ein Shitstorm herein. Der den Wettbewerb organisierende Sportstudent Niko Schilling kritisierte die Entscheidung der Gleichstellungsbeauftragten: „Wenn ich die Regeln ändere und Männer auf den Balkon stelle und Frauen die Leiter hochklettern, hat das nichts mehr mit Tradition zu tun.“ Die CSU-Politiker Ilse Aigner und Horst Seehofer kritisierten ebenfalls die Entscheidung der Universität. Der Passauer Strafrechtler Holm Putzke äußerte sich dahingehend, dass die Gleichstellungsbeauftragte „außerhalb ihrer Zuständigkeit gehandelt“ und „den berechtigten Belangen von Gleichberechtigung und -stellung einen Bärendienst“ erwiesen habe sowie die Reaktion in den sozialen Medien „vorhersehbar“ gewesen sei. Zugleich warnte er öffentlich vor „Genderismus“. Auswärtigen Betrachtern erschien der Vorgang zumindest als provinzielle Kuriosität. Birgit Kelle, Journalistin und Vorsitzende des Vereins Frau 2000plus, wertete das Einknicken „bei jedem Genderhauch“ dahingehend, dass den Veranstaltern „möglicherweise auch einfach der Arsch in der Lederhose“ fehle.
Universitätspräsident Burkhard Freitag stellte fest, dass die Gleichstellungsbeauftragte „richtig und kompetent gehandelt“ habe, da sie „für die Umsetzung des Gleichstellungskonzepts verantwortlich“ sei. Auch die Studentenvertretung der Universität stellte sich hinter das Handeln der Beauftragten und verurteilte die zum Teil diffamierenden Anfeindungen. Sie wies darauf hin, dass es nie ein Verbot seitens der Universität gegeben habe, und sprach sich für eine Versachlichung der Debatte aus.
Die Volkskundlerin Simone Eggers wertete, insbesondere in sozialen Medien sei „die Komplexität der Fragestellungen“ von den wenigsten erfasst worden, die Debatte sei dort von „hasserfüllten Sexismen geprägt“ worden. Das Konzept der Gleichstellung von Menschen scheine „im öffentlichen Diskurs heute nicht zum gültigen Wissen zu zählen, Einigkeit herrscht hingegen in Bezug auf die Rede von ‚der Tradition‘“. Dabei sei der Brauch des Fensterln keineswegs „unveränderbare Praxis“, eine kulturwissenschaftliche Analyse habe aber in der Debatte keinerlei Rolle gespielt.

### Ähnliche Wettbewerbe
Ein ähnlicher Wettbewerb findet auch in Tux in Tirol statt, wobei am Fensterln dort auch Frauen und Kinder teilnehmen.

## Sonstiges
Als Teil des alpenländischen Brauchtums hat das Fensterln Rezeptionen in verschiedenen kulturellen Bereichen erfahren. In der Volksmusik findet es beispielsweise in Heinos Die lustigen Holzhacker Bub'n Erwähnung. Auch in einigen volkstümlichen Theaterstücken wie  Komödienstadel oder Chiemgauer Volkstheater ist das Fensterln manchmal Bestandteil der dargestellten Alltagskultur.